# Anthomyia subsecuta
Anthomyia subsecuta är en tvåvingeart som beskrevs av Walker 1853. Anthomyia subsecuta ingår i släktet Anthomyia och familjen blomsterflugor. Inga underarter finns listade i Catalogue of Life.